# Nonový akord
Nónový akord (nebo neoficiálně krátce nónakord) je pojem z oblasti hudební teorie označující souzvuk pěti současně zahraných tónů, které jsou navíc poskládány podle určitých harmonických pravidel – odpovídají požadavkům terciového systému.

## Konstrukce nónakordů
V rámci většinově užívaného terciového systému jsou nónové akordy odvozovány od některého ze septakordů přidáním malé nebo velké tercie „nad“ čtvrtý tón septakordu - vzniká tak akord, který kromě základního tónu, tercie a kvinty obsahuje jako čtvrtý tón septimu a jako pátý tón nónu.
Pokud je uvažováno pouze základních sedm septakordů, vzniklých kombinací malých a velkých tercií, lze teoreticky s využitím přidané malé nebo velké tercie „poskládat“ čtrnáct základních nónakordů. V praxi je jich pouze třináct, neboť malá tercie přidaná ke zmenšenému septakordu znamená, že by akord obsahoval zmenšenou nónu, která je ale totožná s oktávou, a tedy (z harmonického hlediska) se základním tónem.
Budeme-li navíc uvažovat možnost použití zmenšené nebo zvětšené tercie ve stavbě akordu, vzniká množství dalších (alterovaných) nónových akordů, které jsou ale v praxi používány velice zřídka.

## Nejběžnější typy nónových akordů
Následující tabulka obsahuje základní typy nónakordů a jejich vlastnosti. Další nónové akordy a alternativní způsoby jejich značení lze nalézt v článku Seznam akordových značek.
- Značka – obsahuje běžně používanou akordickou značku nónového akordu
- Kvintakord – obsahuje název kvintakordu, na kterém je nónakord postaven pomocí terciového systému
- Septima – obsahuje typ použité septimy
- Nóna – obsahuje typ použité nóny
- Příklad – obsahuje tónové složení nónového akordu od základního tónu C
- Stupeň v dur – obsahuje informaci, od kterého stupně durové stupnice lze akord použít (například V znamená, že tento akord postavený na pátém stupni durové stupnice obsahuje pouze tóny této stupnice – lze jej tedy použít jako dominantu v durových skladbách.)

| Značka                          | Kvintakord | Septima | Nona  | Příklad                | Stupeň v dur |
| ------------------------------- | ---------- | ------- | ----- | ---------------------- | ------------ |
| {\displaystyle C^{9}\,\!}       | durový     | malá    | velká | c - e - g - b - d      | V            |
| {\displaystyle C^{9/7maj}\,\!}  | durový     | velká   | velká | c - e - g - h - d      | I, IV        |
| {\displaystyle Cmi^{9}\,\!}     | mollový    | malá    | velká | c - es - g - b - d     | II, VI       |
| {\displaystyle Cmi^{9-}\,\!}    | mollový    | malá    | malá  | c - es - g - b - des   | III          |
| {\displaystyle Cmi^{9-/5-}\,\!} | zmenšený   | malá    | malá  | c - es - ges - b - des | VII          |